# Ольшинка (Опольське воєводство)
Ольшинка (пол. Olszynka, нім. Ellsnig) — село в Польщі, у гміні Любжа Прудницького повіту Опольського воєводства.
Населення — 284 особи (2011).
У 1975-1998 роках село належало до Опольського воєводства.

## Демографія
Демографічна структура станом на 31 березня 2011 року:
|          | Загалом | Допрацездатний вік | Працездатний вік | Постпрацездатний вік |
| -------- | ------- | ------------------ | ---------------- | -------------------- |
| Чоловіки | 147     | 29                 | 104              | 14                   |
| Жінки    | 137     | 22                 | 82               | 33                   |
| Разом    | 284     | 51                 | 186              | 47                   |